# Ottakringer Brauerei

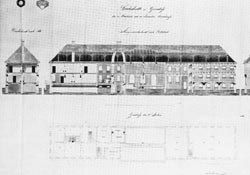
Das alte Brauhaus von Ottakringer

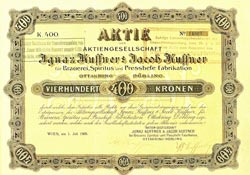
Eine Ottakringer-Aktie von 1905

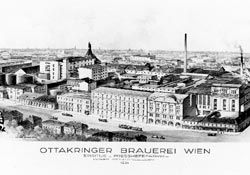
Ottakringer Brauerei, 1938

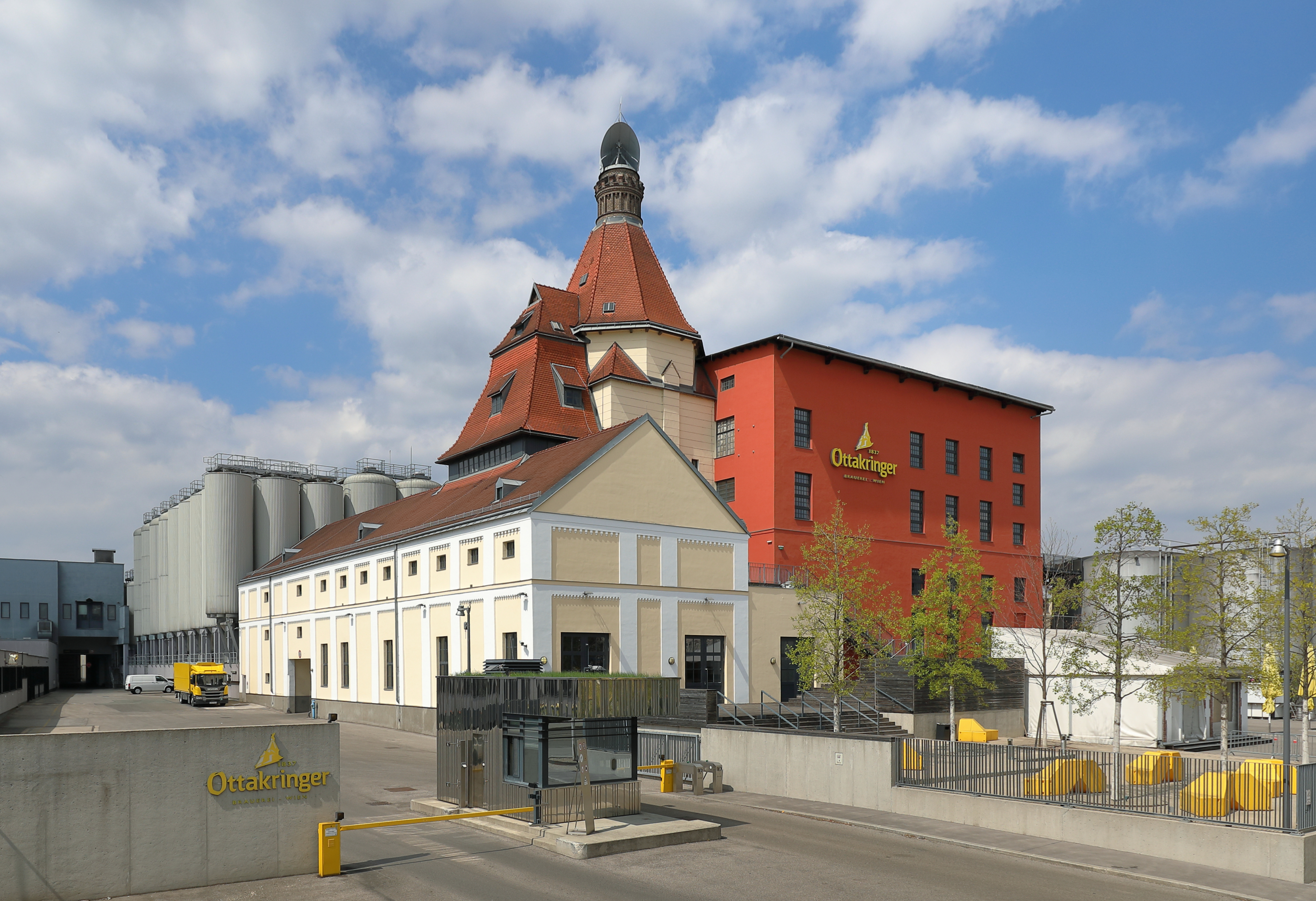
Das Brauereigelände im 16. Bezirk (2021); höchstes Gebäude ist der Darreturm

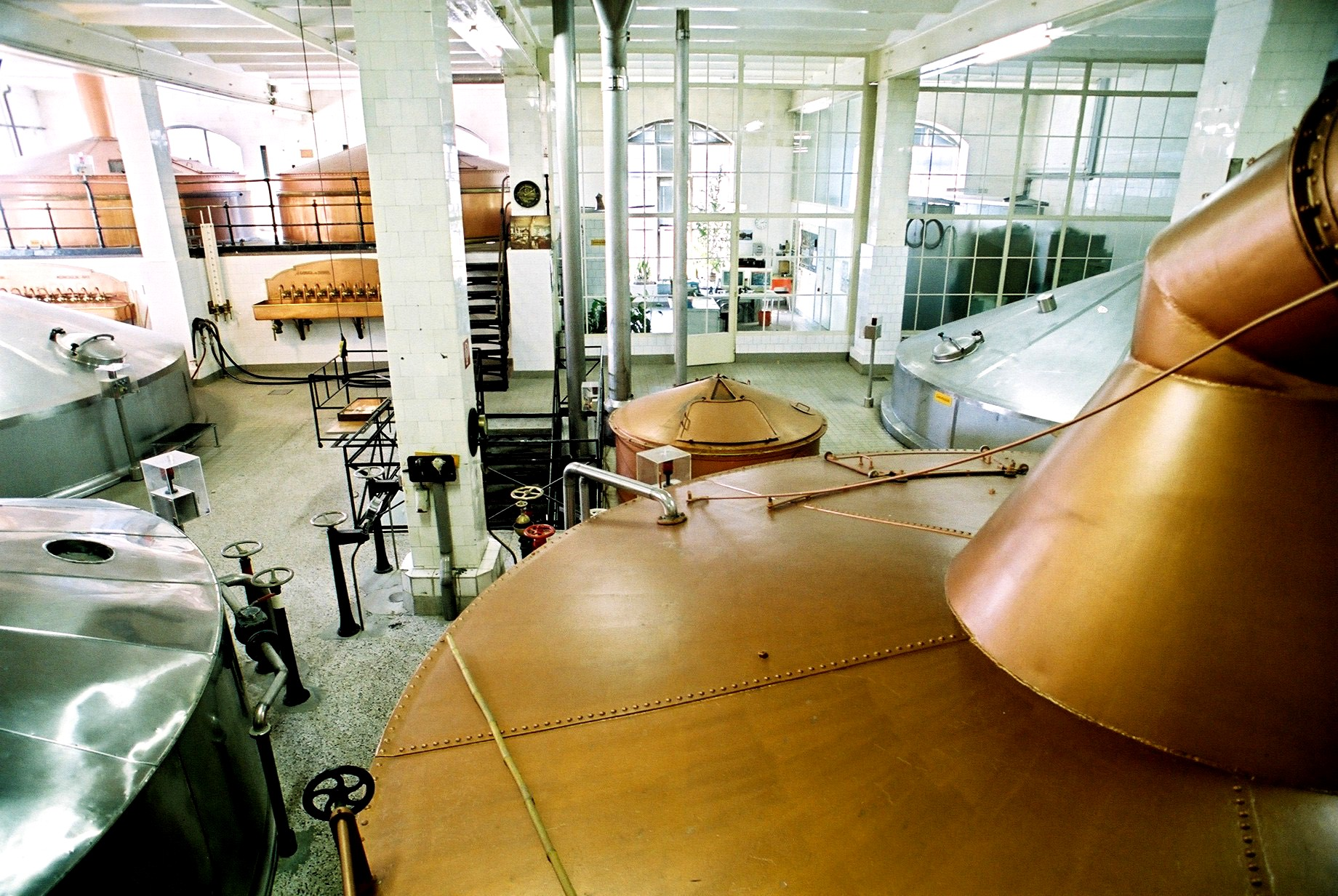
Das Sudhaus der Ottakringer Brauerei

Die Ottakringer Brauerei ist eine unabhängige Großbrauerei im 16. Wiener Gemeindebezirk, Ottakring.

## Geschichte
Die Ottakringer Brauerei wurde vom Müllermeister Heinrich Plank 1837 unter dem Namen Planksche Brauerei eröffnet, nachdem die damalige Grundherrschaft, das Stift Klosterneuburg, 1837 die Braubewilligung erteilt hatte.
Im Jahr 1850 wurde sie von Ignaz und Jakob Kuffner, die zuvor das dortige Brauhaus gepachtet hatten, übernommen. Die beiden bauten den Betrieb zu einer Großbrauerei aus. Innerhalb von zehn Jahren steigerte sich der Ausstoß von 18.318 hl auf 64.183 hl.
Ähnlich anderen Industriellen der Gründerzeit traten auch die Kuffner als Förderer „ihrer“ Gemeinde auf. Ein neuer Gärkeller und größere Lager wurden 1857 in Betrieb genommen. 1878 wurde Ignaz Kuffner vom Kaiser in den Adelsstand erhoben.
Moriz von Kuffner, Sohn Ignaz von Kuffners, erbte 1882 die Brauereianteile seines Vaters und 1891 auch die seines kinderlosen Onkels Jakob. Die Brauerei steigerte den Ausstoß von mehr als 170.000 hl (um 1890) auf über 350.000 hl (1913). 1905 ließ Kuffner sie in eine Aktiengesellschaft umwandeln. Den Ersten Weltkrieg und die Zwischenkriegszeit überstand das Unternehmen relativ unbeschadet.
Im Jahr 1938, in dem Österreich an das Deutsche Reich „angeschlossen“ wurde, war der damals 85-jährige Moriz Kuffner (das Adelszeichen „von“ war 1919 weggefallen) aufgrund seiner jüdischen Herkunft gezwungen, seinen Betrieb zu veräußern. Er wurde um 14 Millionen Schilling (nach heutigem Wert etwa 36 Mio. Euro) an Gustav Harmer, einen Spiritusfabrikanten aus Spillern bei Stockerau, verkauft. Da dieser vom Brauwesen jedoch nichts verstand, holte er sich zur Unterstützung Gerhard Mautner Markhof von der Brauerei Schwechat. Mautner Markhof war ein Jahr lang Mitglied des Verwaltungsrates und Leiter der Brauerei. Harmer wiederum wurde nach dem Zweiten Weltkrieg ebenfalls für zwei Jahre aus dem Betrieb vertrieben. In den Jahren 1949 und 1950 wurden die Erben des 1939 im Zürcher Exil verstorbenen Moriz Kuffner von der Familie Harmer mit rund elf Millionen Schilling abgefunden.
Der Historiker Oliver Rathkolb stellte in seinem Gutachten Restitutionsvergleich – Die Dokumentation eines Falles (Wien, 2000) fest: „In der Gesamtbeurteilung kann festgehalten werden, dass die Familie Harmer sowohl 1938 als auch nach 1945 bestrebt war, eine – unter den Rahmenbedingungen des NS-Regimes – korrekte Abwicklung des durch die Gestapo-Drohungen gegenüber der Familie Kuffner initiierten Verkaufs durchzuführen. Nach 1945 suchte die Familie aktiv Kontakt zum Familienoberhaupt Stephan Kuffner in den USA und strebte eine endgültige Regelung – noch vor Erlassung der Rückstellungsgesetze – an. Und weiter: Es gibt wohl wenige Restitutionsfälle, aber auch Erwerbungen nach der Machtübernahme des NS-Regimes 1938, in denen die bestehenden politischen Rahmenbedingungen zugunsten der Opfer und ursprünglichen EigentümerInnen so extensiv ausgenützt wurden wie im Falle der Ottakringer-Kuffner-Gruppe.“
Nach Kriegsende wurde die Brauerei provisorisch von der sowjetischen Besatzungsmacht verwaltet, ehe es der Familie Harmer gelang, ihren rechtmäßigen Erwerb zu beweisen. 1955 bis 1962 konnte der Bierausstoß von 125.000 auf 236.000 Hektoliter gesteigert werden. 1962 traten Gustav Harmer junior und sein Schwager Engelbert Wenckheim in das Unternehmen ein und übernahmen gemeinsam schrittweise die Führung.
Im Jahr 1977 trug die Brauerei durch ihren Austritt aus dem Bier-Kartell wesentlich zu dessen Sprengung bei. Das österreichische Bierkartell wurde 1907 als „Schutzverband alpenländischer Brauereien“ gegründet und regelte sehr streng, welche Brauerei welches Gebiet beliefern durfte. Seither kann sich jeder Gastronom unabhängig von seinem Standort aussuchen, welchen Bierlieferanten er wählt.
1986 ging die Ottakringer Brauerei AG an die Börse und erwarb die Brauerei Kapsreiter in Schärding. 1989 führte Ottakringer neu entwickelte, grüne Schulterflaschen ein und verzichtete fortan auf die österreichweit genormten braunen Bierflaschen. 1991 kam das alkoholfreie Null Komma Josef auf den Markt (der Name greift einen ostösterreichischen Dialektbegriff auf.) Bereits ein Jahr nach der Einführung wurde es zum Marktführer in seinem Segment.
1995 schied Gustav Harmer junior als Alleinvorstand der Ottakringer Brauerei aus. Nach seinem Ausscheiden aus der Geschäftsführung führte Gustav Harmer die Harmer Holding, die Kapsreiter Bier und die später hinzugekommene Grieskirchner Brauerei Grieskirchner Bier. Sein Schwager, Engelbert Wenckheim, wurde nach seinem Ausscheiden 1995 zum Alleinvorstand berufen. Als erste österreichische Brauerei setzte man 1997 auf die neuen Drehkorkenverschlüsse. 1999 wurde das Logo der Ottakringer Brauerei neu gestaltet.
Nach fünf Jahren als Alleinvorstand wechselte Engelbert Wenckheim in den Aufsichtsrat der Ottakringer Brauerei AG. In den Vorstand wurden seine Tochter, Christiane Wenckheim, ehemalige Marketingleiterin der Ottakringer Brauerei, und der Controlling-Chef der Ottakringer Brauerei, Siegfried Menz, bestellt.
Bei der Umstrukturierung des Konzerns im Jahr 2010 wurden die Ottakringer Brauerei AG und die Vöslauer Mineralwasser AG zu Tochtergesellschaften der Ottakringer Getränke AG. Nach der Umstrukturierung wurde Menz Vorstand der Ottakringer Getränke AG.

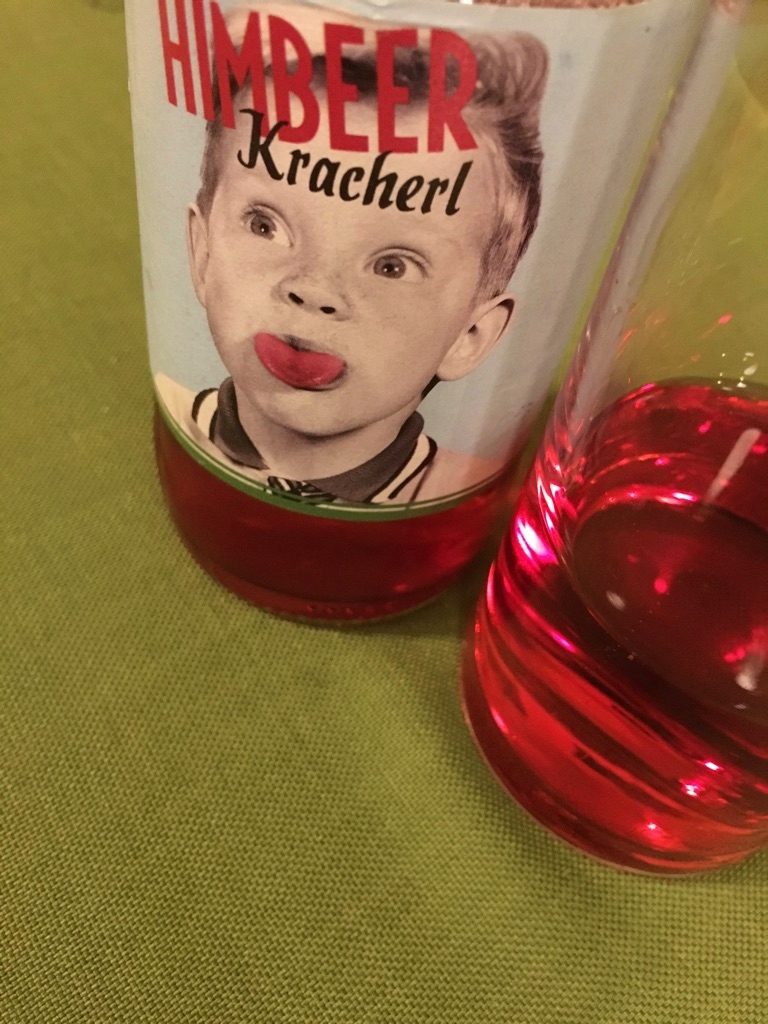
Himbeer-Kracherl der Ottakringer Brauerei

Christiane Wenckheim war alleiniger Vorstand der Ottakringer Brauerei AG, bis sie 2015 – ihrem Vater nachfolgend – von der Hauptversammlung in den Aufsichtsrat der Ottakringer Getränke AG gewählt wurde. Engelbert Wenckheim ist seitdem Aufsichtsratsvorsitzender der Ottakringer Holding AG, der Haupteigentumsholding der Ottakringer Getränke AG.
Am 2. März 2015 wurde Matthias Ortner zum Vorstand der Ottakringer Brauerei AG bestellt.
Seit September 2016 wird die Ottakringer Brauerei AG durch die Vorstände Matthias Ortner und Tobias Frank (1. Braumeister seit 2012) geführt. Am 20. Dezember 2014 stellte die im Jahr 1318 gegründete und 2000 von Ottakringer als Tochtergesellschaft übernommene Innstadt Brauerei aus Passau ihre Produktion ein. Die Marke Innstadt ging durch die Schließung nicht verloren, sondern wurde von der Passauer Brauerei Hacklberg weitergeführt. Am 16. Juni 2017 gab die Ottakringer-Gruppe bekannt, dass sie ihre verlustbringende ungarische Brauerei Pécsi Sörfőzde Zrt aus Fünfkirchen an zwei ungarische Gesellschaften veräußern werde; der Verkauf wurde 2017 abgeschlossen.
2021 gründete die Brauerei zusammen mit neun anderen Gründungsmitgliedern den „Verein der Unabhängigen Privatbrauereien Österreichs“.

## Firmenstruktur
Die Ottakringer Holding AG ist im Besitz der österreichischen Familien Wenckheim, Menz, Trauttenberg und Pfusterschmid und hält rund 88 % an der Ottakringer Getränke AG, 6 % hält die Ottakringer Getränke AG selbst, die restlichen 6 % befinden sich im Streubesitz und werden an der Wiener Börse gehandelt. Mit dem Erwerb von 13,43 % Anteilen der Ottakringer Brauerei GmbH vom niederländischen Bier-Konzern Heineken im Jahr 2009 wurde die Ottakringer Brauerei wieder zu österreichischem Besitz.
2018 hat die Ottakringer Getränke AG wesentliche Beteiligungen an:
- Ottakringer Brauerei GmbH (Anteil 100 %)
- Vöslauer Mineralwasser GmbH (Anteil 100 %)
- Trinkservice GmbH (Anteil 100 %)
- Del Fabro & Kolarik GmbH (Getränkefachgroßhandel, Anteil 61,8 %)

## Das16er-Blech

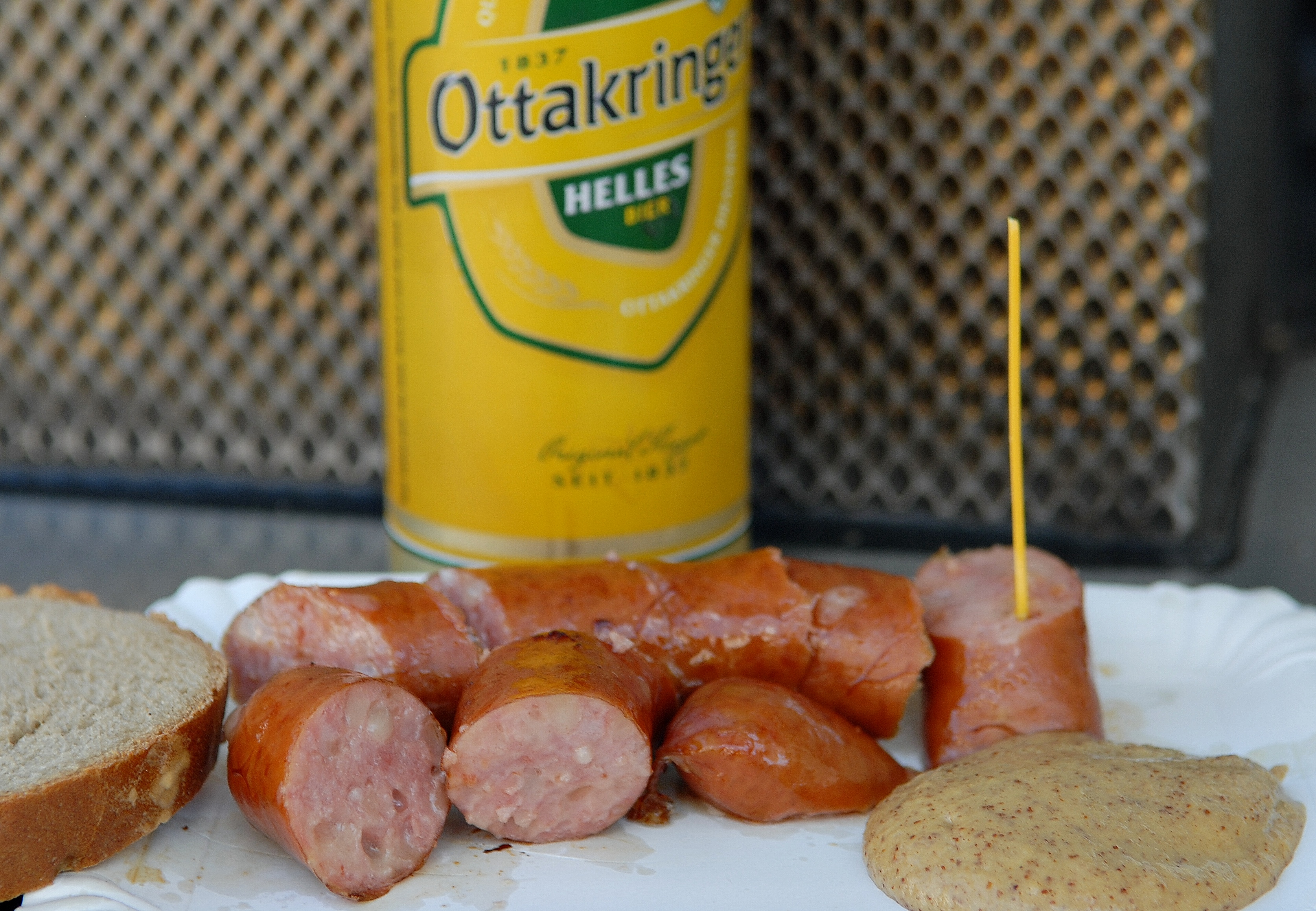
Käsekrainer mit 16er-Blech

Im Wiener Dialekt wird insbesondere bei einer Bestellung beim Würstelstand nach wie vor häufig die Formulierung „A Eitrige, an Bugl und a 16er-Blech“ für „Eine Käsekrainer, ein Brotendstück (in Wien auch Scherzel genannt) und eine Dose Ottakringer Bier“ verwendet. Dabei steht die 16 für den 16. Wiener Gemeindebezirk Ottakring und Blech für das Dosenmaterial. Ab 2007 führte die Brauerei einige Jahre eine Dosenbier-Marke 16er Blech im Sortiment.

## Hauseigener Brunnen
Die Ottakringer Brauerei schöpft das Brauwasser aus dem hauseigenen Brunnen. Der Brunnen hat eine Tiefe von 118 Metern und ist artesisch.
Das Brunnenwasser wird für den ganzen Brauprozess inklusive Abfüllung und Reinigung verwendet. Zudem hat die Brauerei einen Vertrag mit der Stadt Wien, dass im Falle einer Wasserknappheit in Wien das Ottakringer Brunnenwasser in das Wiener Wassersystem eingespeist wird.

## Darreturm
Der 41,5 m hohe Darreturm wurde 1907 erbaut, eine achteckige Konstruktion über einem rechteckigen Grundriss von 7,5 m mal 7,5 m. Die Spitze des Turms wird auch „Frosch von Ottakring“, „Ritter von Ottakring“ oder „Dradiwaberl“ genannt. Der Darreturm war bis in die 1980er in Betrieb. Seit 2002 stehen der Darreturm, das Goldfassl-Magazin und das Gebäude des Sudhauses unter Denkmalschutz.

## Sponsoring

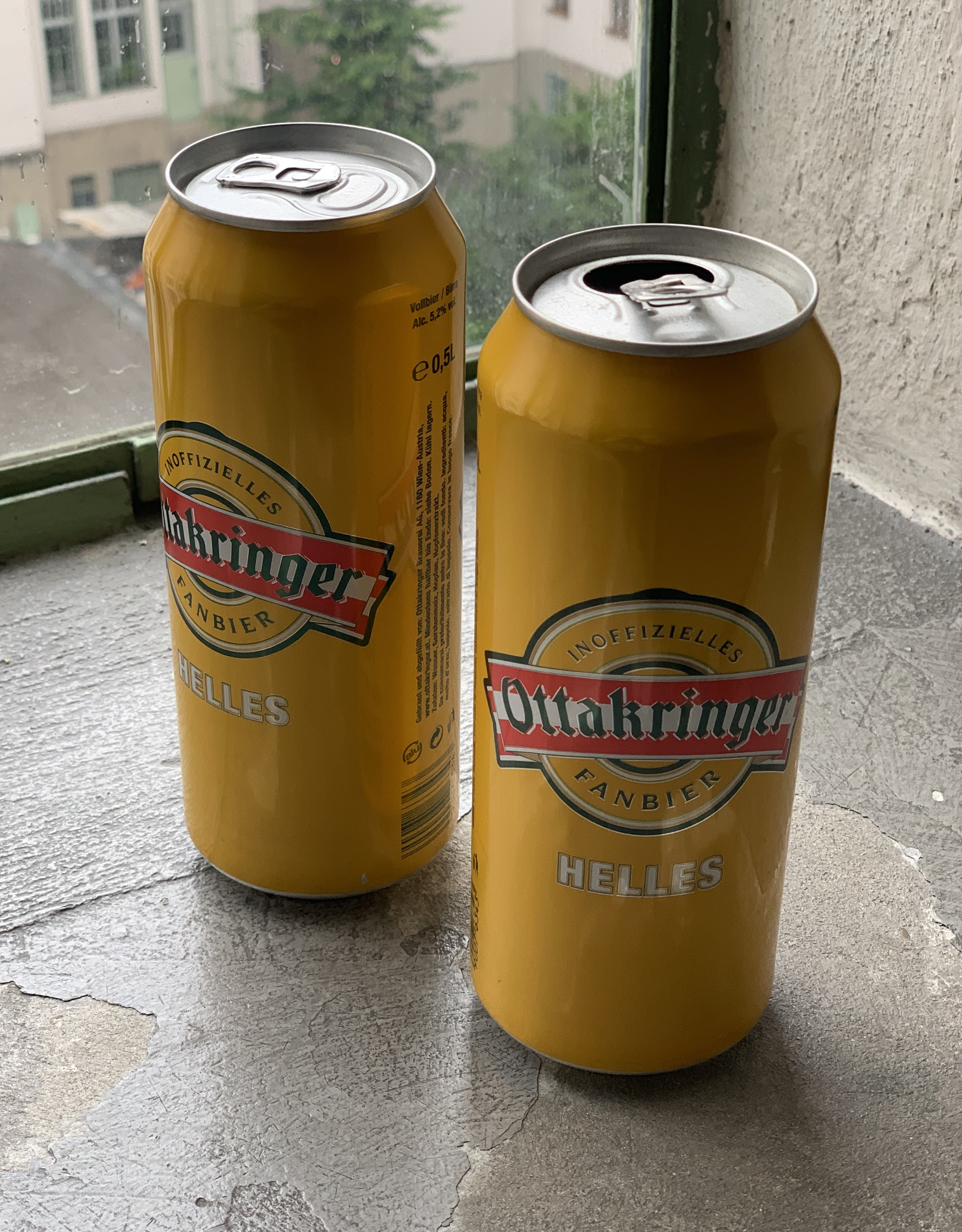
Inoffizielles Fanbier 2008

Ottakringer sponserte von 1994 bis 2020 den Wiener Fußballverein SK Rapid.
Zur Fußball-EM 2008 brachte Ottakringer das Inoffizielle Fan-Bier auf den Markt, abgefüllt in über 15 Mio. Flaschen und Dosen, welches als Protest-Bier verstanden wurde, da die EM zwar in Österreich veranstaltet wurde, aber der dänische Carlsberg-Konzern als Sponsor der UEFA die exklusiven Ausschankrechte in den Fanzonen erworben hatte.
Außerdem ist die Brauerei seit 2012 Sponsor der Wiener Eishockey-Mannschaft Vienna Capitals.